# Єргалі Алішер Єргалійович
Алішер Єргалійович Єргалі (каз. Әлішер Ерғалиұлы Ерғали; нар. 12 квітня 1999, Тараз, Жамбильська область) — казахський борець вільного стилю, дворазовий срібний та дворазовий бронзовий призер чемпіонатів Азії, учасник Олімпійських ігор. Майстер спорту Республіки Казахстан.

## Спортивні результати на міжнародних змаганнях

### Виступи на Олімпіадах
| Змагання                    | Збірна    | Вагова категорія          | Місце |
| --------------------------- | --------- | ------------------------- | ----- |
| Літні Олімпійські ігри 2020 | Казахстан | вільна боротьба, до 97 кг | 7     |
| Літні Олімпійські ігри 2024 | Казахстан | вільна боротьба, до 97 кг | 7     |

### Виступи на Чемпіонатах світу
| Змагання                        | Збірна    | Вагова категорія          | Місце |
| ------------------------------- | --------- | ------------------------- | ----- |
| Чемпіонат світу з боротьби 2019 | Казахстан | вільна боротьба, до 97 кг | 5     |
| Чемпіонат світу з боротьби 2021 | Казахстан | вільна боротьба, до 97 кг | 10    |
| Чемпіонат світу з боротьби 2023 | Казахстан | вільна боротьба, до 97 кг | 9     |

### Виступи на Чемпіонатах Азії
| Змагання                       | Збірна    | Вагова категорія           | Місце  |
| ------------------------------ | --------- | -------------------------- | ------ |
| Чемпіонат Азії з боротьби 2019 | Казахстан | вільна боротьба, до 97 кг  | Бронза |
| Чемпіонат Азії з боротьби 2020 | Казахстан | вільна боротьба, до 97 кг  | Бронза |
| Чемпіонат Азії з боротьби 2021 | Казахстан | вільна боротьба, до 97 кг  | Срібло |
| Чемпіонат Азії з боротьби 2022 | Казахстан | вільна боротьба, до 125 кг | Срібло |

### Виступи на Азійських іграх
| Змагання           | Збірна    | Вагова категорія          | Місце |
| ------------------ | --------- | ------------------------- | ----- |
| Азійські ігри 2022 | Казахстан | вільна боротьба, до 97 кг | 5     |

### Виступи на інших змаганнях
| Змагання                                                     | Збірна    | Вагова категорія           | Місце  |
| ------------------------------------------------------------ | --------- | -------------------------- | ------ |
| Інтерконтинентальний кубок з боротьби 2018                   | Казахстан | вільна боротьба, до 92 кг  | 8      |
| Меморіал Вацлава Циолковського 2019                          | Казахстан | вільна боротьба, до 97 кг  | Золото |
| Турнір Аланії з боротьби 2019                                | Казахстан | вільна боротьба, до 97 кг  | 20     |
| Меморіал Маттео Пелліконе 2020                               | Казахстан | вільна боротьба, до 97 кг  | 13     |
| Меморіал Маттео Пелліконе 2021                               | Казахстан | вільна боротьба, до 97 кг  | Бронза |
| Меморіал Вацлава Циолковського 2021                          | Казахстан | вільна боротьба, до 97 кг  | Бронза |
| Гран-прі «Іван Яригін» 2022                                  | Казахстан | вільна боротьба, до 125 кг | 9      |
| Меморіал Болата Турлиханова 2022                             | Казахстан | вільна боротьба, до 125 кг | 7      |
| Турнір Зухає Сгає 2022                                       | Казахстан | вільна боротьба, до 125 кг | Бронза |
| Меморіал Іона Корнеану і Ладислава Сімона 2022               | Казахстан | вільна боротьба, до 125 кг | 7      |
| Міжнародний турнір Дінмухамеда Кунаєва 2022                  | Казахстан | вільна боротьба, до 125 кг | Золото |
| Меморіал Імре Поляка та Яноша Варги 2023                     | Казахстан | вільна боротьба, до 97 кг  | Бронза |
| Олімпійський кваліфікаційний турнір з боротьби 2024 (Бішкек) | Казахстан | вільна боротьба, до 97 кг  | Золото |
| Меморіал Імре Поляка та Яноша Варги 2024                     | Казахстан | вільна боротьба, до 97 кг  | Золото |

### Виступи на змаганнях молодших вікових груп
| Змагання                                      | Збірна    | Вагова категорія           | Місце  |
| --------------------------------------------- | --------- | -------------------------- | ------ |
| Чемпіонат Азії з боротьби серед кадетів 2016  | Казахстан | вільна боротьба, до 100 кг | Срібло |
| Чемпіонат світу з боротьби серед кадетів 2016 | Казахстан | вільна боротьба, до 100 кг | 5      |
| Чемпіонат світу з боротьби серед юніорів 2017 | Казахстан | вільна боротьба, до 96 кг  | 10     |
| Чемпіонат Азії з боротьби серед юніорів 2018  | Казахстан | вільна боротьба, до 92 кг  | Бронза |
| Чемпіонат світу з боротьби серед юніорів 2018 | Казахстан | вільна боротьба, до 92 кг  | Срібло |
| Чемпіонат Азії з боротьби серед молоді 2022   | Казахстан | вільна боротьба, до 125 кг | Золото |
| Чемпіонат світу з боротьби серед молоді 2022  | Казахстан | вільна боротьба, до 125 кг | Бронза |